# Isovitexine
L'isovitexine est un composé chimique de la famille des flavones. C'est plus précisément un hétéroside, le 6-C-glucoside d'une flavone, l'apigénine, que l'on trouve dans la passiflore et l'açaí (Euterpe oleracea).